# Anna Carina Eichhorn
Anna Carina Eichhorn (* 1972 in Frankfurt) ist eine promovierte Biochemikerin und Vorstandsvorsitzende der humatrix AG in Frankfurt am Main.

## Leben und Wirken
Anna Carina Eichhorn ist die Tochter den Fotodesigners Gotthart A. Eichhorn (* 1941) und der Malerin Johanna K. Eichhorn, geb. Philipp (1945–2017). Von 1992 bis 1993 absolvierte sie das Grundstudium der Chemie und 1993 bis 1995 das Grundstudium der Biologie an der Johann Wolfgang Goethe-Universität in Frankfurt am Main. Nach einem 1995 durchgeführten Zwischenstudium der Biochemie begann sie 1996 das Hauptstudium der Biochemie, das sie 1998 nach ihrer Diplomarbeit bei Jürgen Bereiter-Hahn am Institut für Kinematische Zellforschung der Goethe-Universität mit dem Erwerb des Diploms im Fach Biochemie erfolgreich beendete.
Von 1999 bis 2003 promovierte sie bei Bernd Ludwig am Institut für Molekulare Genetik der Goethe-Universität. Während ihrer Promotion war sie von 1999 bis 2000 Stipendiatin des Graduiertenkollegs „Proteinstruktur, Dynamik und Funktion“ der Goethe-Universität. Von 2000 bis 2002 arbeitete sie als Wissenschaftliche Angestellte am Institut für Molekulare Genetik der Goethe-Universität.
Im Jahr 2001 gründete sie mit vier Studienkollegen die humatrix AG und wurde deren wissenschaftlicher Vorstand (CTO). Seit 1. März 2012 führt sie das Unternehmen als alleiniger Vorstand, nachdem die R-Biopharm im Herbst 2011 eine Aktienmehrheit an der humatrix AG übernommen hatte.
Die humatrix AG ist ein auf die Analyse der menschlichen DNA spezialisiertes Biotechnologie-Unternehmen. Im Bereich der privaten Abstammungsuntersuchung gilt humatrix seit Jahren als eines der führenden Unternehmen und hat qualitative Maßstäbe gesetzt. Weiterer Tätigkeitsschwerpunkt ist die personalisierte Medizin. Hier bietet humatrix präventive DNA-Diagnostik zur Verbesserung der Lebensqualität bundesweit in Zusammenarbeit mit niedergelassenen Ärzten an und entwickelt Testsysteme zur Vermeidung von Unwirksamkeiten und Nebenwirkungen bei medikamentösen Therapien.
Im November 2014 wurde Anna Carina Eichhorn darüber hinaus in den Vorstand des House of Pharma & Healthcare gewählt, einer Plattform für in der individualisierten Medizin und Biotechnologie tätige Forscher aus Unternehmen und Hochschulen. 2023 erfolgte ihre Wiederwahl in den Vorstand.

## Mitgliedschaften
- Mitglied der Initiative Gesundheits-Wirtschaft-Rhein-Main e.V. (GWRM)
- Mitglied der International Society of Forensic Genetics (ISFG)
- Mitglied Frankfurt BioTec Alliance e.V.
- Mitglied BIO Deutschland e.V.
- Mitglied der Arbeitsgemeinschaft für angewandte Humanpharmakologie e.V. (AGAH)
- Mitglied der Deutschen Gesellschaft für Abstammungsbegutachtung

## Tätigkeiten
- seit 2006 Reviewerin für das European Journal of Clinical Pharmacology (EJCP)
- seit 2007 Vorstand (stellvertretende Vorsitzende) der Initiative Gesundheits-Wirtschaft-Rhein-Main e.V.
- seit 2012 Mitglied des Aufsichtsrats des Frankfurter Innovationszentrums Biotechnologie (FIZ)
- seit 2014 Vorstandsmitglied im House of Pharma & Healthcare[5]

## Preise
- 2002 1. Platz Frankfurter Gründerpreis